# Bundeskanzleramt (Deutschland)
Das Bundeskanzleramt (BKAmt) ist eine oberste Bundesbehörde, die den deutschen Bundeskanzler in seinen Aufgaben unterstützt. Es hat seinen Hauptsitz bzw. ersten Dienstsitz in der Bundeshauptstadt Berlin und seinen zweiten Dienstsitz in der Bundesstadt Bonn. Thorsten Frei (CDU) ist Chef des Bundeskanzleramtes und Bundesminister für besondere Aufgaben.
Derzeit beschäftigt das Kanzleramt rund 900 Mitarbeiter (Stand: 2024) bei einem aktuellen Jahresetat von rund 3,861 Milliarden Euro (Soll: 2022). Einzige nachgeordnete Behörde ist der Bundesnachrichtendienst.

## Aufgaben
Das Bundeskanzleramt hat die Aufgabe, die für die Arbeit des Bundeskanzlers erforderlichen Informationen zu beschaffen und bereitzuhalten. Dies geschieht vor allem durch engen Kontakt zu den Bundesministerien, die ihrerseits über die ressortspezifischen Informationen verfügen. Da das Bundeskanzleramt die Bundesministerien koordiniert, zum Beispiel bei Großen Anfragen, entspricht die innere Struktur des Bundeskanzleramtes den jeweiligen Ministerien – man spricht hier auch von „Spiegelreferaten“. Diese von Hans Globke geschaffenen politischen Abteilungen sollen zum einen die Arbeit der Fachministerien begleiten und zum anderen dem Bundeskanzler eine kompetente Verfolgung seiner Arbeit ermöglichen. Dem Auswärtigen Amt, dem Bundesministerium der Verteidigung und dem Bundesministerium für wirtschaftliche Zusammenarbeit und Entwicklung entspricht beispielsweise die Abteilung 2.
Des Weiteren nimmt das Bundeskanzleramt die administrativen Aufgaben der Bundesregierung wahr.
Durch Organisationserlass vom 6. Mai 2025 sind dem Geschäftsbereich des Bundeskanzleramtes zudem zugeordnet:
- die Zuständigkeiten für Sportpolitik sowie für das Themenfeld Ehrenamt
- die Zuständigkeit für die Engagementpolitik.

Diese Zuständigkeiten werden danach von einer Staatsministerin beim Bundeskanzler wahrgenommen.

## Arbeitsbereich

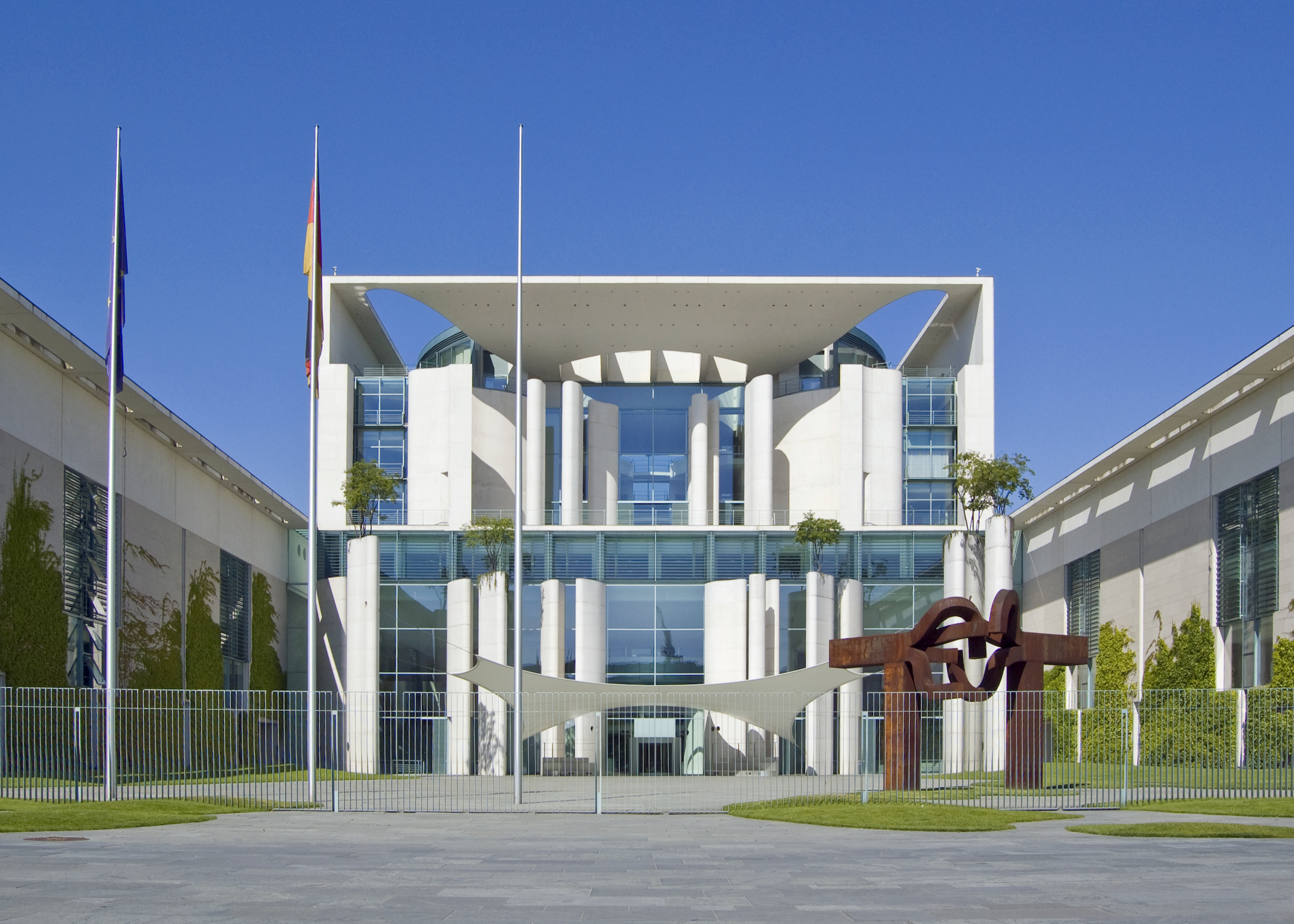
Kanzleramtsgebäude in Berlin-Tiergarten

Wie alle Behörden ist auch das Kanzleramt in einen Leitungs- und einen Arbeitsbereich gegliedert. Die verwaltungsmäßige Arbeit wird dabei von sieben Abteilungen wahrgenommen:
- Abteilung 1: Zentralabteilung; Kabinett und Parlament; Bund-Länder-Angelegenheiten (Leitung: Christian Diehr)
  - Gruppe 11: Personalangelegenheiten der Bundesregierung; Verwaltung
  - Gruppe 12: Kabinett und Parlament; Bund-Länder-Angelegenheiten; Justiziariat
  - Gruppe 13: Innen- und Rechtspolitik
  - Leitung des Dienstsitzes Bonn
- Abteilung 2: Außen-, Sicherheits- und Entwicklungspolitik (Leitung: Günter Sautter)
  - Gruppe 21: Außen- und Sicherheitspolitik
  - Gruppe 22: Globale Fragen; Subsahara-Afrika; Entwicklungspolitik; Auswärtige Migrationspolitik
  - Gruppe 23: BM der Verteidigung; Bundessicherheitsrat
- Abteilung 3: Sozial-, Gesundheits-, Arbeitsmarkt-, Umwelt- und Gesellschaftspolitik (Leitung: Gesa Miehe-Nordmeyer)
  - Gruppe 31: Sozial-, Gesundheits-, Arbeitsmarktpolitik
  - Gruppe 32: Umwelt- und Landwirtschaftspolitik; Nachhaltigkeit
  - Gruppe 33: Gesellschaftspolitik; Bildung und Forschung; Wohnen und Bauen
- Abteilung 4: Wirtschafts- und Finanzpolitik (Leitung: Levin Holle)
  - Gruppe 41: Nationale und internationale Wirtschaftspolitik
  - Gruppe 42: Innovation; Industrie; Klimaschutz- und Energiepolitik; Verkehr
  - Gruppe 43: Finanzpolitik und Finanzmärkte
  - G7/G20 Sherpa-Stab
- Abteilung 5: Europapolitik (Leitung: Michael Clauß)
  - Gruppe 51: Grundsatzfragen; Europapolitische Beziehungen zu den EU-Mitgliedstaaten; EU-Außenbeziehungen
  - Gruppe 52: Koordinierung der Europapolitik; wirtschafts- und finanzpolitische Aspekte der europäischen Integration
- Abteilung 6: Digitales und Staatsmodernisierung; Innen- und Rechtspolitik (Leitung: Christian Diehr)
  - Gruppe 61: Politische Planung; Innovation
  - Gruppe 62: Grundsatzfragen, Gesellschaftlicher Dialog
  - Stab Strategische IT-Steuerung des Bundes
- Abteilung 7: Bundesnachrichtendienst; Koordinierung der Nachrichtendienste des Bundes (Leitung: Philipp Wolff)

Die Gruppen (bzw. bei Abteilung 7) gliedern sich in Referate.
Dem Bundeskanzleramt ist ferner die Stiftung Wissenschaft und Politik und die DigitalService4Germany GmbH zugeordnet.

## Leitungsbereich
Zum Leitungsbereich des Bundeskanzleramtes gehören der Bundeskanzler, der Chef des Bundeskanzleramtes sowie die im Geschäftsbereich des Bundeskanzlers und des Kanzleramtschefs angesiedelten Staatssekretäre und Staatsminister.
Ihnen unterstehen die Abteilungsleiter, in der Regel im Amt eines Ministerialdirektors, deren gebündelte Informationen über den Chef des Bundeskanzleramtes Verwendung in Lagebesprechungen – wie der wöchentlich stattfindenden „Großen Lage“ – finden.
Der Bundeskanzler wird in seiner Arbeit vom Kanzlerbüro (Leitung: Jacob Schrot) unterstützt, der Chef des Bundeskanzleramts vom Büro Chef BK.

### Chef des Bundeskanzleramtes

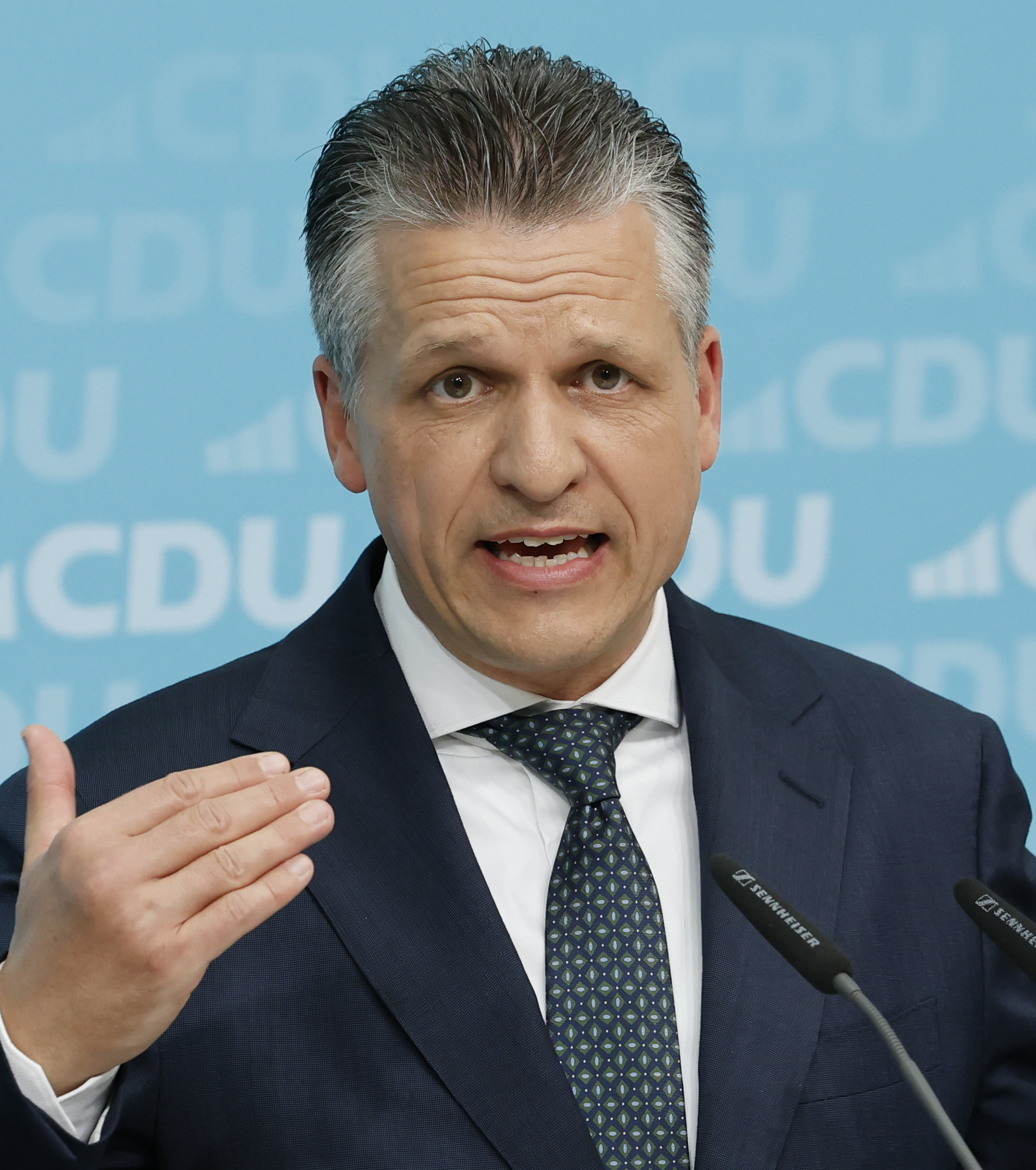
Thorsten Frei, seit 2025 Chef des Bundeskanzleramtes

Die Behörde wird nicht vom Bundeskanzler direkt, sondern vom Chef des Bundeskanzleramtes (abgekürzt: ChefBK) geleitet, der gemäß § 7 Abs. 1 GOBReg zugleich die Geschäfte eines Staatssekretärs der Bundesregierung wahrnimmt.
Zum ChefBK ernennt der Bundeskanzler entweder einen Staatssekretär – in diesem Falle unterliegt der Amtsinhaber dem Bundesbeamtengesetz und kann vom Bundespräsidenten als sogenannter „politischer Beamter“ gemäß § 54 BBG auch jederzeit in den einstweiligen Ruhestand versetzt werden – oder er bestellt einen Bundesminister für besondere Aufgaben zum ChefBK, dessen Stellung jedoch einem öffentlich-rechtlichen Amtsverhältnis entspricht und der alle Rechte eines Mitglieds der Bundesregierung genießt, wobei ihn der Bundeskanzler allerdings weiterhin ohne Weiteres entlassen kann (Art. 64 Abs. 1 GG / § 9 BMinG). In den Medien und der Öffentlichkeit ist daher auch die inoffizielle Bezeichnung (Bundes-)Kanzleramtsminister gebräuchlich.
Der ChefBK fungiert als zentrale Koordinierungsstelle für das Zusammenwirken der Bundesministerien, die ihn jederzeit über ihre Arbeit und dadurch über das gesamte Regierungshandeln des Bundes informieren. Er holt zudem im Umlaufverfahren die Entscheidungen der Bundesminister ein, wenn zwar eine Zustimmung der ganzen Bundesregierung erforderlich, eine mündliche Beratung jedoch nicht notwendig ist, und informiert sie wiederum über das Ergebnis sowie Entscheidungen des Bundeskanzlers. Außerdem obliegt ihm die langfristige Planung politischer Vorhaben der Bundesregierung und er ist zudem eine wichtige Verbindungsstelle zu den parlamentarischen Organen des Bundes, den Bundesländern, gesellschaftlichen Gruppen und Einzelpersönlichkeiten sowie (gemeinsam mit dem Auswärtigen Amt) zu Repräsentanten ausländischer Staaten. Gemäß § 7 Abs. 2 GOBReg kann er an den Bundeskanzler gerichtete oder ihm vom Bundespräsidenten überwiesene Schreiben unmittelbar an den zuständigen Bundesminister weiterleiten.
Sofern der Bundeskanzler nicht selbst entscheidet, legt der ChefBK die Sitzungstermine des Bundeskabinetts und die jeweilige Tagesordnung fest und veranlasst die Einladung zu diesen Sitzungen. Außerdem leitet er die Runde der beamteten Staatssekretäre aller Bundesministerien, die regelmäßig zwei Tage vor jeder Kabinettssitzung stattfindet. An den Sitzungen des Bundeskabinetts und aller seiner Ausschüsse, einschließlich des Bundessicherheitsrates sowie den zuvor vorbereitend stattfindenden interministeriellen Besprechungen, nimmt der ChefBK gemäß § 23 Abs. 1 GOBReg ebenfalls teil – hat er den Rang eines Bundesministers, so besitzt er auch Stimmrecht. Die Vorlagen der Sitzungen müssen dem ChefBK mindestens eine Woche vor den Sitzungen zugeleitet werden. Die Einzelheiten von Übertragungen, die sich aus Organisationserlassen des Bundeskanzlers bezüglich der Verlagerung von Geschäftsbereichen zwischen Bundesministerien ergeben, sind dem ChefBK mitzuteilen.
Er bereitet zudem die zweimal jährlich stattfindenden Zusammenkünfte der Minister- und Senatspräsidenten der deutschen Länder mit dem Bundeskanzler vor, indem er sich im Vorfeld unter seinem Vorsitz mit den Chefs der Staatskanzleien der Länder trifft.
Der ChefBK leitet auch die wöchentlichen Besprechungen der nationalen Sicherheitslage, die sogenannte „Nachrichtendienstliche Lage“ und die ihr folgende „Präsidentenlage“. Zudem ist ihm der Bundesnachrichtendienst unterstellt – bestimmt ihn der Bundeskanzler auch zum Beauftragten der Bundesregierung für die Nachrichtendienste, so wirkt er auch direkt bei der Koordinierung der anderen beiden Nachrichtendienste des Bundes (Bundesamt für Verfassungsschutz und Militärischer Abschirmdienst) mit.
Der Nationale Normenkontrollrat unterstand bis 2021 seiner Rechtsaufsicht.
Der Beauftragte der Bundesregierung für Kultur und Medien gehört zu seinem Geschäftsbereich.
Chefs des Bundeskanzleramtes
Bundesminister für besondere Aufgaben

### Staatssekretäre im Bundeskanzleramt, Parlamentarische Staatssekretäre und Staatsminister beim Bundeskanzler
Zur Unterstützung des Bundeskanzlers und des ChefBKs können weitere (beamtete) Staatssekretäre ins Bundeskanzleramt bestellt werden. Diese erhalten entweder als Beauftragte der Bundesregierung eigene Geschäftsbereiche oder wirken bei der Leitung der allgemeinen Verwaltung des Kanzleramtes mit. Außerdem hat der Bundeskanzler das Recht, sich selbst Parlamentarische Staatssekretäre beizugeben, denen er ebenfalls eigene Aufgabenbereiche (so beispielsweise seit 1998/1999 als Kulturstaatsminister und seit 2005 als Integrationsbeauftragte) zuweisen kann und die ihn bei seiner politischen Arbeit (im Besonderen als seine Vertreter in Bundestag und Bundesrat sowie deren Ausschüssen) unterstützen. Als einzigem Mitglied der Bundesregierung wird dabei dem Bundeskanzler seit 1999 das Privileg zugestanden, dass seine Parlamentarischen Staatssekretäre nicht Mitglieder des Deutschen Bundestages sein müssen. Seit Ende der 1970er Jahre ist es zudem allgemein üblich, dass der Bundeskanzler seine Parlamentarischen Staatssekretäre zu Staatsministern (gem. § 8 ParlStG) ernennt. Der Bundeskanzler kann sie jederzeit entlassen (§ 4 ParlStG).
Der Chef des Presse- und Informationsamtes der Bundesregierung und Sprecher der Bundesregierung untersteht zwar dem Bundeskanzler, ist aber eigenständiger Leiter einer Obersten Bundesbehörde im Amt eines Staatssekretärs und nicht dem Bundeskanzleramt zugeordnet.
Beamtete Staatssekretäre im Bundeskanzleramt
- 1949–1951 Franz-Josef Wuermeling (CDU)
- 1949–1950 Walter Hallstein (CDU)
- 1951–1953 Otto Lenz (CDU)
- 1953–1963 Hans Globke (CDU)
- 1958–1965 Felix von Eckardt (CDU), ab 1962 Bevollmächtigter der Bundesrepublik Deutschland in Berlin
- 1965–1969 Carl Krautwig, Bevollmächtigter der Bundesrepublik Deutschland in Berlin
- 1969–1972 Egon Bahr (SPD), Bevollmächtigter der Bundesrepublik Deutschland in Berlin
- 1974–1982 Dietrich Spangenberg (SPD), Bevollmächtigter der Bundesregierung in Berlin
- 1973–1981 Günter Gaus (SPD), ab 1974 Ständiger Vertreter der Bundesrepublik Deutschland bei der DDR
- 1981–1982 Klaus Bölling (SPD), Ständiger Vertreter der Bundesrepublik Deutschland bei der DDR
- 1982–1989 Hans-Otto Bräutigam, Ständiger Vertreter der Bundesrepublik Deutschland bei der DDR
- 1984–1989 Waldemar Schreckenberger (CDU)
- 1989–1990 Franz Bertele (CDU), Ständiger Vertreter der Bundesrepublik Deutschland bei der DDR
- 1998–2005 Frank-Walter Steinmeier (SPD), Beauftragter der Bundesregierung für die Nachrichtendienste
- 2006–2007 Hans Bernhard Beus, Stellvertreter der Koordinatorin der Bundesregierung für Bürokratieabbau und bessere Rechtsetzung sowie für die Bund-Länder-Koordination
- 2018–2021 Johannes Geismann (CDU), Beauftragter für die Nachrichtendienste des Bundes
- 2021–2024 Jörg Kukies (SPD), Persönlicher Beauftragter des Bundeskanzlers für die G7/G20-Gipfel, als Staatssekretär den Abteilungen 4 (Wirtschafts-, Finanz- und Klimapolitik) und 5 (Europapolitik) vorgesetzt
- seit 2025 Jörg Semmler

Parlamentarische Staatssekretäre beim Bundeskanzler
- 1967–1969 Karl Theodor Freiherr von und zu Guttenberg (CSU)
- 1969–1972 Katharina Focke (SPD)
- 1972–1974 Karl Ravens (SPD)
- 1974–1976 Marie Schlei (SPD)
- 1976–1979 Hans-Jürgen Wischnewski (SPD), Staatsminister, Bevollmächtigter der Bundesregierung in Berlin
- 1979–1982 Gunter Huonker (SPD), Staatsminister
- 1982 Hans-Jürgen Wischnewski (SPD), Staatsminister, Bevollmächtigter der Bundesregierung in Berlin
- 1982–1984 Philipp Jenninger (CDU), Staatsminister
- 1982–1987 Friedrich Vogel (CDU), Staatsminister
- 1982–1987 Peter Lorenz (CDU), Staatsminister, Bevollmächtigter der Bundesregierung in Berlin
- 1987–1991 Lutz Stavenhagen (CDU), Staatsminister
- 1987–1989 Lieselotte Berger (CDU), Staatsminister, Bevollmächtigte der Bundesregierung in Berlin
- 1989–1990 Günter Straßmeir (CDU), Staatsminister, Bevollmächtigter der Bundesregierung in Berlin
- 1990–1998 Anton Pfeifer (CDU), Staatsminister
- 1991–1998 Bernd Schmidbauer (CDU), Staatsminister, Koordinator der Nachrichtendienste des Bundes
- 1998 Otto Hauser (CDU)

Staatsminister beim Bundeskanzler
- 1998–2005 Rolf Schwanitz (SPD), Beauftragter der Bundesregierung für die Angelegenheiten der Neuen Länder
- 1998–2002 Hans Martin Bury (SPD), Koordinator der Bund-Länder-Angelegenheiten
- 1998–2001 Michael Naumann (SPD), Beauftragter der Bundesregierung für Kultur und Medien
- 2001–2002 Julian Nida-Rümelin (SPD), Beauftragter der Bundesregierung für Kultur und Medien
- 2002–2005 Christina Weiss (parteilos), Beauftragte der Bundesregierung für Kultur und Medien
- 2005–2008 Hildegard Müller (CDU), Koordinatorin der Bundesregierung für Bürokratieabbau und bessere Rechtsetzung und Beauftragte für Bund-Länder-Koordination
- 2008–2009 Hermann Gröhe (CDU), Beauftragter für Bund-Länder-Koordination
- 2005–2013 Bernd Neumann (CDU), Beauftragter der Bundesregierung für Kultur und Medien
- 2005–2013 Maria Böhmer (CDU), Beauftragte der Bundesregierung für Migration, Flüchtlinge und Integration
- 2009–2013 Eckart von Klaeden (CDU), Koordinator der Bundesregierung für Bürokratieabbau und bessere Rechtsetzung
- 2013–2018 Helge Braun (CDU), Koordinator der Bund-Länder-Beziehungen sowie für Bürokratieabbau und bessere Rechtsetzung
- 2013–2018 Aydan Özoğuz (SPD), Beauftragte der Bundesregierung für Migration, Flüchtlinge und Integration
- 2013–2021 Monika Grütters (CDU), Beauftragte der Bundesregierung für Kultur und Medien
- 2018–2021 Hendrik Hoppenstedt (CDU), Koordinator der Bund-Länder-Beziehungen sowie für Bürokratieabbau und bessere Rechtsetzung
- 2018–2021 Annette Widmann-Mauz (CDU), Beauftragte der Bundesregierung für Migration, Flüchtlinge und Integration
- 2018–2021 Dorothee Bär (CSU), Beauftragte der Bundesregierung für Digitalisierung
- 2021–2025 Sarah Ryglewski (SPD), Koordinatorin der Bund-Länder-Beziehungen
- 2021–2025 Reem Alabali Radovan (SPD), Beauftragte der Bundesregierung für Migration, Flüchtlinge und Integration und Beauftragte der Bundesregierung für Antirassismus
- 2021–2025 Carsten Schneider (SPD), Beauftragter der Bundesregierung für Ostdeutschland und gleichwertige Lebensverhältnisse
- 2021–2025 Claudia Roth (Bündnis 90/Die Grünen), Beauftragte der Bundesregierung für Kultur und Medien
- seit 2025 Christiane Schenderlein (CDU), Beauftragte der Bundesregierung für Ehrenamt und Sport
- seit 2025 Wolfram Weimer, Beauftragter der Bundesregierung für Kultur und Medien
- seit 2025 Michael Meister (CDU), Beauftragter für Bund-Länder-Beziehungen

## Mitarbeiter
Im Gründungsjahr 1949 ging man von 120 Mitarbeitern zuzüglich Arbeitshilfen für das Bundeskanzleramt aus. Von 150 stieg die Belegschaft in den darauffolgenden 20 Jahren auf 250. In der Zeit von Bundeskanzler Willy Brandt (1969–1974) erhöhte sich die Mitarbeiterzahl auf 450 und stieg dann bis zum Jahr 2016 kontinuierlich auf 640 an. Anfang 2019 waren es dann bereits 750 Mitarbeiter, für die ein mindestens 460 Millionen Euro teurer Neubau errichtet werden soll. Mit Stand April 2024 wird von ca. 900 Mitarbeiterinnen und Mitarbeitern berichtet.
Zahlreiche Mitarbeiter werden von den Ministerien entsendet und finanziert.

## Gebäude

### Bonn
Als erstes Bundeskanzleramt dienten 1949 zunächst einige Räume des Museum Koenig. Am 3. November 1949 übergab das belgische Militär das Palais Schaumburg in Bonn an die Bundesregierung. In den Jahren 1954 und 1955 wurde es um zwei eigenständige Erweiterungsbauten ergänzt. Von 1976 bis 1999 befand sich der Sitz des Bundeskanzleramtes in einem Neubau, der von der Planungsgruppe Stieldorf geplant worden war, anschließend verblieb dort zunächst ein Zweitsitz. Von Mai 2001 bis Juli 2013 war das Palais Schaumburg zweiter Dienstsitz des Bundeskanzleramtes. Er ist der Zentralabteilung (Abteilung 1) bzw. dem Kanzlerbüro zugeordnet und mit etwa 20 Mitarbeitern für die Bearbeitung von Eingaben und Petitionen sowie besondere Aufgaben zuständig. Im August 2013 wurde der Bonner Dienstsitz aufgrund einer bis zum Jahr 2027 geplanten Sanierung (Stand: Februar 2024) des Palais übergangsweise in das Gebäude des Presse- und Informationsamts der Bundesregierung verlegt. Im Juni 2024 wurde bekannt, dass das Bundeskanzleramt das Palais Schaumburg als zweiten Dienstsitz in Bonn aufgeben wird, da die Sanierung durch wiederholte Kostensteigerungen nicht mehr wirtschaftlich sei. Die Bundesanstalt für Immobilienaufgaben soll sich um eine „alternative, historisch angemessene Nutzung“ des Palais kümmern. Der zweite Dienstsitz soll in den Räumen des Presse- und Informationsamtes der Bundesregierung in Bonn bleiben.

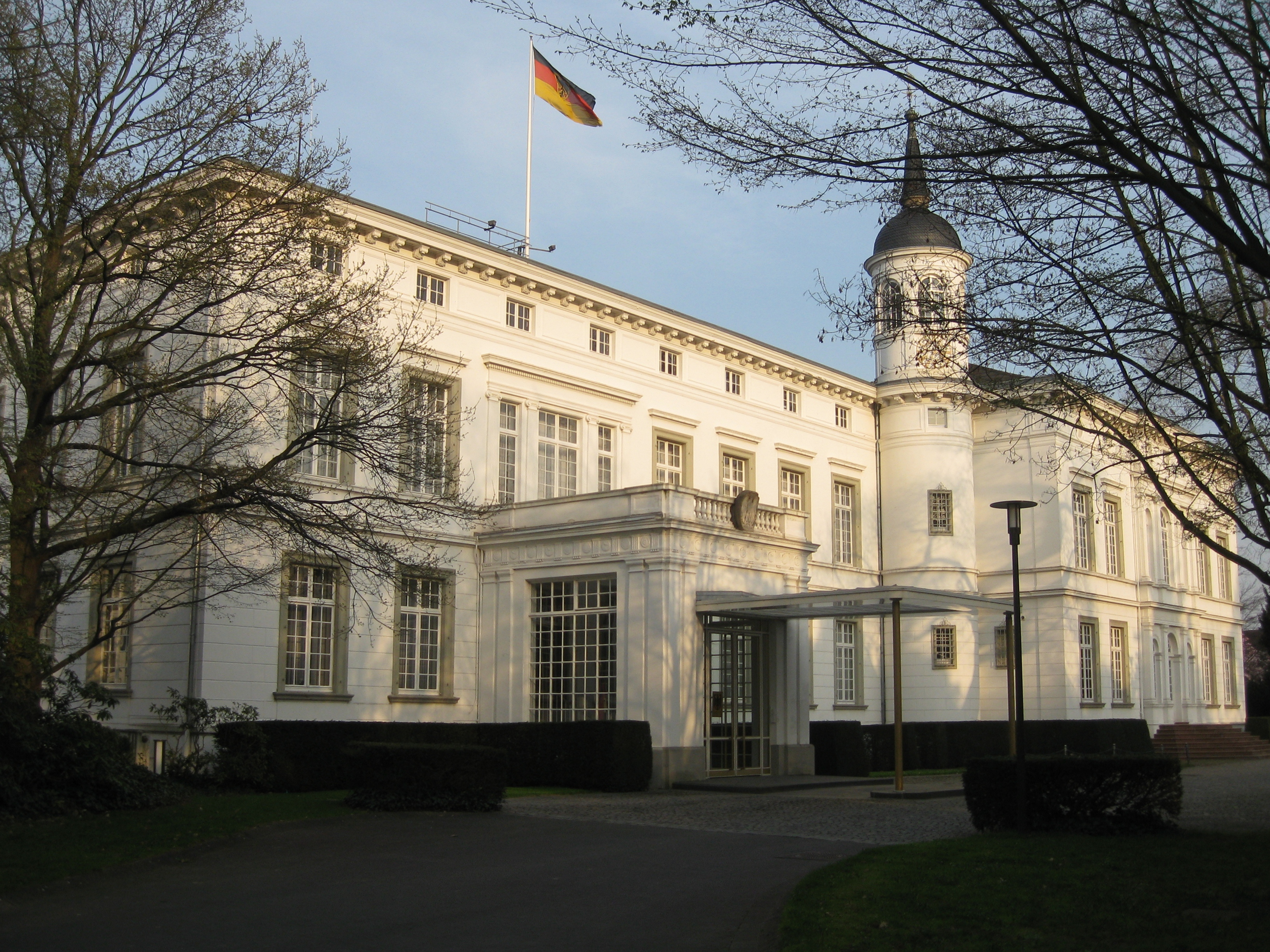
Palais Schaumburg, 1949–1976 Hauptsitz und 2001–2013 zweiter Dienstsitz des Bundeskanzleramts
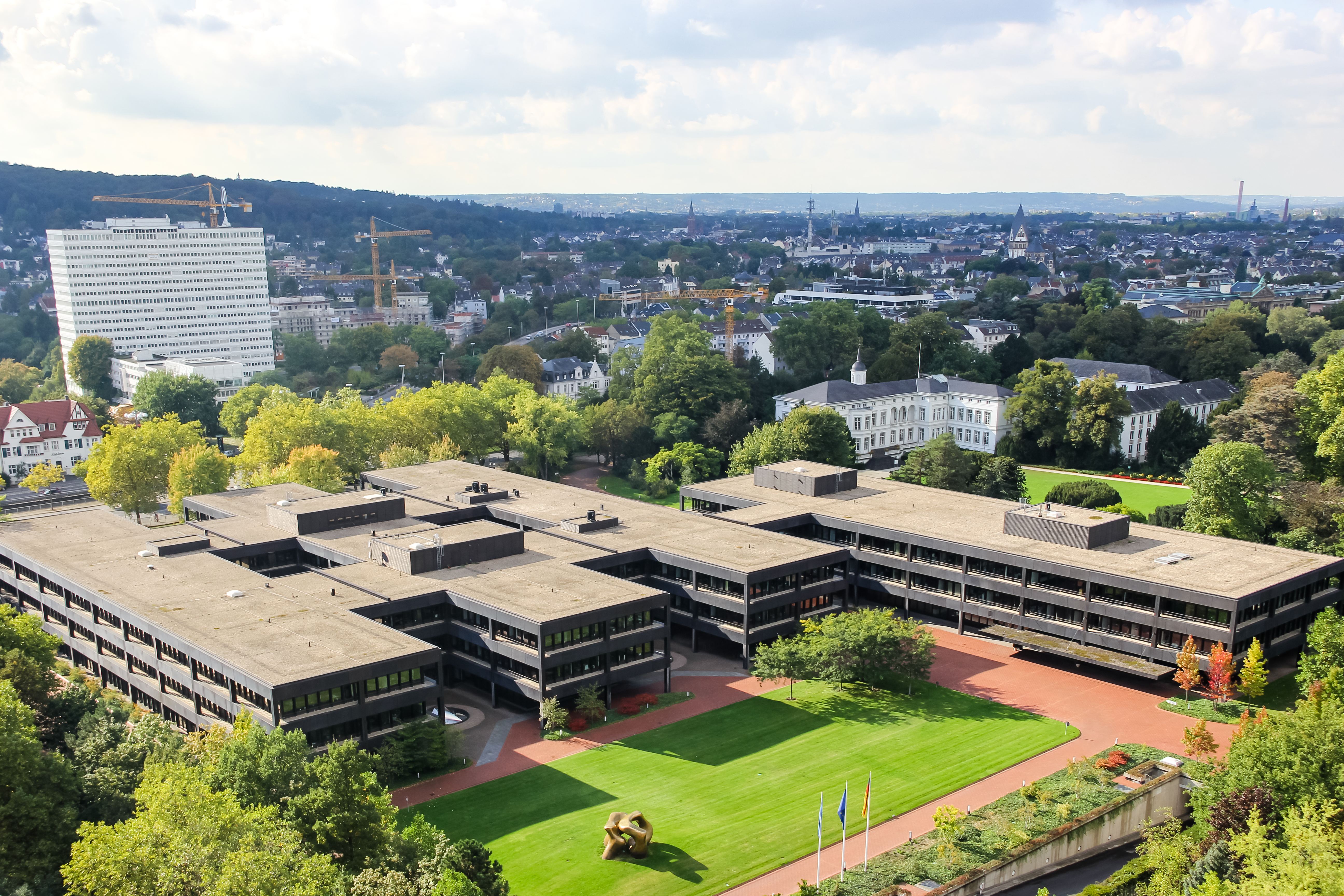
Neubau des Bundeskanzleramts von 1976, bis 1999 Sitz und 1999–2001 zweiter Dienstsitz des Bundeskanzleramts
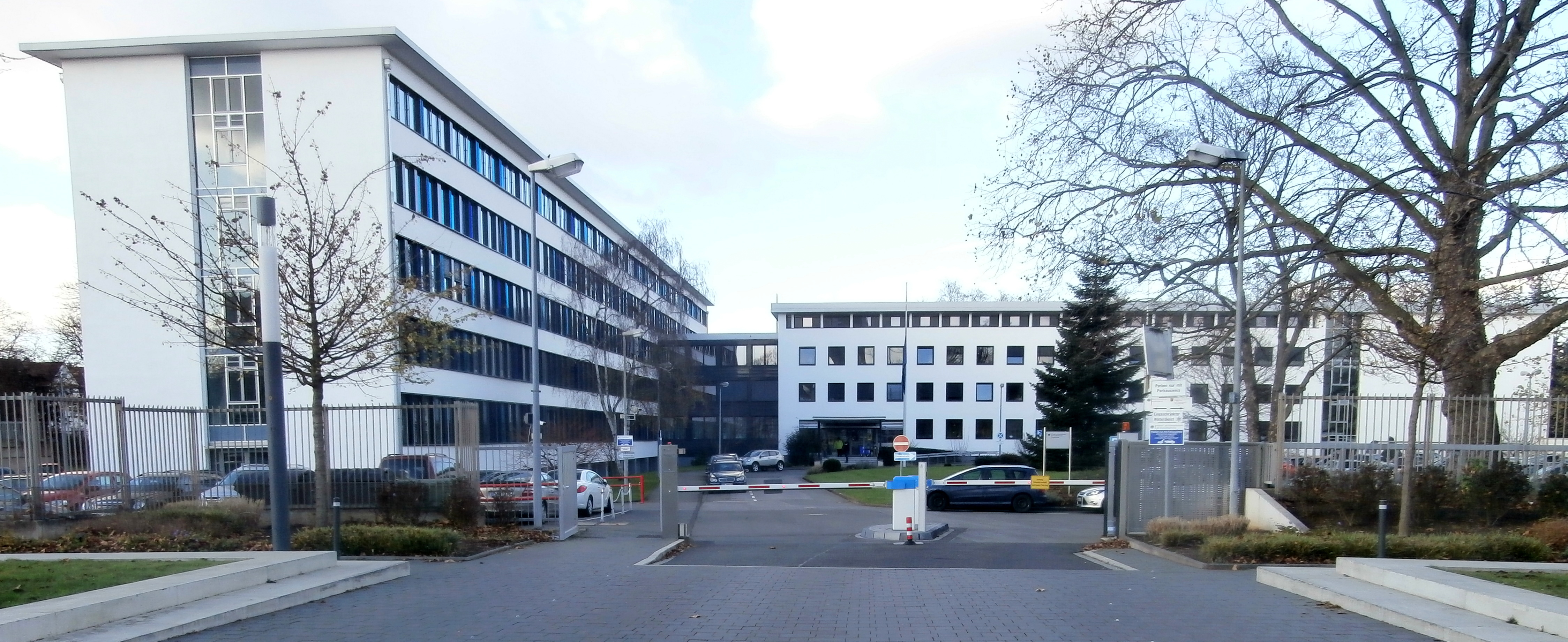
Gebäude des Presse- und Informationsamts der Bundesregierung in Bonn, zweiter Dienstsitz des Bundeskanzleramts seit 2013

### Berlin
Von 1999 bis zum Einzug in ein neues Gebäude saß das Bundeskanzleramt übergangsweise in dem ehemaligen Staatsratsgebäude der DDR am Berliner Schloßplatz (heute: European School of Management and Technology). Seit 2001 dient ein von Axel Schultes entworfener Neubau im Berliner Spreebogen, durch den Platz der Republik vom Reichstagsgebäude getrennt, als Behördensitz. Das Gebäude öffnet sich zu einem zentralen Platz gegenüber dem Paul-Löbe-Haus, der als Bürgerforum gestaltet werden soll. Es ist Teil der „Band des Bundes“ genannten Gebäudegruppe am Spreebogenpark. In dem Gebäude arbeiten zurzeit auch Mitarbeiter des Kulturstaatsministers.